# Pammene mariana
Pammene mariana is een vlinder uit de familie bladrollers (Tortricidae). De wetenschappelijke naam is voor het eerst geldig gepubliceerd in 1920 door Zerny.
De soort komt voor in Europa.